# Saison 2011-2012 du FC Sion
Maillots
Chronologie
Saison précédente Saison suivante
Cet article fournit diverses informations sur la saison 2011-2012 du club de football du FC Sion, établi dans la ville de Sion en Suisse.

## Historique
En 2011, le club valaisan fait parler de lui à cause de l"affaire El-Hadary". Le transfert du gardien égyptien en 2008 étant jugé comme illicite par la FIFA, le FC Sion se retrouve privé de transfert durant deux mercatos. L'acharnement du président Constantin a inlassablement repoussé l'échéance, mais lors du mercato d'été, la sanction tombe : le FC Sion ne peut qualifier les 6 joueurs recrutés durant l'intersaison. Mais du fait de l'utilisation de ces joueurs lors de 10 matchs de championnat et 2 matchs de coupe, l'Association suisse de football sanctionne de 36 points le club.
Cependant côté sportif le club valaisan roule plutôt bien puisqu'il enchaîne les victoires et, lors de la pause hivernale il pointe à la deuxième place. En fin de saison, le FC Sion termine à la neuvième place synonyme de barrages aller-retour face au FC Aarau, deuxième de la division inférieure. Les joueurs valaisans négocient bien le match aller avec une victoire (3-0) devant leur public. Le match retour est négocié sans trop de difficultés (défaite 1-0) ce qui permet au FC Sion de conserver sa place dans l'élite suisse.

## Transferts
| - Chatton (Lugano)→(Bienne) Prêt - Marin (Lausanne) - Traoré (Ismaily / D1 / Égypte) - Dominguez (Samsunspor / D2 / TUR) - Meité (Tours FC / D2 / FRA) - Neurohr (?????) Libre - Prijović (Lausanne) Prêt - Feindouno (?????) Libre - Gabri (?????) Libre - Sio (VfL Wolfsbourg All) Libre - Ketkeophomphone (Tours / D2 / FRA) - Levrand (FC Martigny) - Elmer (AC Bellinzone) Prêt - Afonso (FC Lugano) Prêt - Germanier (FC Lugano) Prêt - Glarner (FC Zürich) Prêt - Zambrella (PAS Giannina GRE) Prêt - Veloso →(FC Vaduz) Prêt | - Afonso (Lugano) Retour prêt - Adeshina (Schaffhouse) Retour prêt - Glarner (Thun) - Gonçalves (St. Gallen) - Guedes (Servette) - Ketkeophomphone (RC Strasbourg) - Mutsch (Metz) - Traoré (Club Africain) - Feindouno (Monaco) - Gabri (Umm Salal SC) - Brian Amofa (FC Sion U-21) - Margairaz (FC Zürich) - Basha (Neuchâtel Xamax FC) - Tréand (Neuchâtel Xamax FC) - Wüthrich (Neuchâtel Xamax FC) - Adao (FC Sion U-21) - Micic (FC Sion U-21) - Deana (FC Sion U-21) - Melo (FC Sion U-21) - Yerly (FC Sion U-21) - Danilo (Budapest Honved FC HUN) - Aislan (Guarani FC D2 BRA) - Ianu (FC Luzern) - Veloso (FC Bienne) - Zambrella (PAS Giannina GRE) Retour prêt |

## Classement
mise à jour : 3 avril 2012
| Rang | Équipe               | Pts   | J     | G     | N     | P     | Bp    | Bc    | Diff  |
| ---- | -------------------- | ----- | ----- | ----- | ----- | ----- | ----- | ----- | ----- |
| 1    | FC Bâle CHA          | 55    | 25    | 16    | 7     | 2     | 54    | 22    | +32   |
| 2    | FC Sion CST -15 pts  | 41    | 26    | 11    | 8     | 7     | 32    | 22    | +10   |
| 3    | BSC Young Boys       | 39    | 26    | 10    | 9     | 7     | 38    | 26    | +12   |
| 4    | FC Thoune            | 34    | 26    | 9     | 7     | 10    | 29    | 31    | -2    |
| 5    | Servette FC P        | 34    | 26    | 10    | 4     | 12    | 34    | 44    | -10   |
| 6    | FC Zurich VC         | 31    | 26    | 8     | 7     | 11    | 34    | 33    | +1    |
| 7    | Grasshopper Zürich   | 23    | 26    | 7     | 2     | 17    | 22    | 47    | -25   |
| 8    | FC Lausanne-Sport P  | 17    | 25    | 4     | 5     | 16    | 19    | 49    | -30   |
| 9    | FC Luzern CST -36pts | 9     | 26    | 13    | 6     | 7     | 31    | 19    | +12   |
| 10   | Neuchâtel Xamax      | Exclu | Exclu | Exclu | Exclu | Exclu | Exclu | Exclu | Exclu |

Qualifications européennes
Ligue des champions 2012-2013
- 2e tour de qualification pour clubs champions

Ligue Europa 2012-2013
- 3e tour de qualification (CS)
- 2e tour de qualification

Relégation
- Barrage de promotion-relégation
- Relégation en Challenge League 2012-2013

Abréviations
 : Tenant du titre

VC : Vice-Champion

CST : Vainqueur de la Coupe de Suisse 2010-2011

CS : Vainqueur de la Coupe de Suisse 2011-2012

CHA : Champion d'automne (18e journée) 

P : Promus de Challenge League 2010-2011
Ce classement prend en compte la sanction de moins 36 points du FC Sion par l'ASF pour avoir aligné des joueurs transférés alors que le club était sous interdiction de transfert, 3 points par match sur 12 matchs (2 de coupes et 10 de championnat).
Le club neuchâtelois est exclu le 18 janvier 2012, donc le championnat continue avec 9 équipes.

### Domicile et extérieur
| Rang | Équipe              | Pts | J  | G | N | P | Bp | Bc | Diff |
| ---- | ------------------- | --- | -- | - | - | - | -- | -- | ---- |
| 1    | FC Bâle T           | 26  | 11 | 8 | 2 | 1 | 24 | 7  | +17  |
| 2    | FC Sion             | 21  | 11 | 6 | 3 | 2 | 18 | 9  | +9   |
| 3    | FC Thoune           | 16  | 10 | 4 | 4 | 2 | 17 | 11 | +6   |
| 4    | BSC Young Boys      | 16  | 11 | 4 | 4 | 3 | 19 | 14 | +5   |
| 5    | FC Lucerne          | 16  | 11 | 5 | 1 | 5 | 10 | 10 | 0    |
| 6    | Grasshopper Zürich  | 14  | 11 | 4 | 2 | 5 | 11 | 13 | -2   |
| 7    | FC Zürich           | 12  | 10 | 3 | 3 | 4 | 17 | 11 | +6   |
| 8    | FC Lausanne-Sport P | 10  | 9  | 3 | 1 | 5 | 8  | 14 | -6   |
| 9    | Servette FC P       | 9   | 9  | 3 | 0 | 6 | 11 | 18 | -7   |

| Rang | Équipe              | Pts | J  | G | N | P | Bp | Bc | Diff |
| ---- | ------------------- | --- | -- | - | - | - | -- | -- | ---- |
| 1    | BSC Young Boys      | 18  | 11 | 5 | 3 | 3 | 13 | 8  | +5   |
| 2    | FC Sion             | 18  | 11 | 5 | 3 | 3 | 16 | 14 | +2   |
| 3    | FC Bâle T           | 17  | 10 | 4 | 5 | 1 | 17 | 12 | +5   |
| 4    | FC Lucerne          | 16  | 10 | 4 | 4 | 2 | 16 | 9  | +7   |
| 5    | Servette FC         | 15  | 10 | 4 | 3 | 3 | 11 | 8  | +3 P |
| 6    | FC Zürich           | 13  | 11 | 4 | 1 | 6 | 12 | 17 | -5   |
| 7    | FC Thoune           | 11  | 10 | 3 | 2 | 5 | 6  | 11 | -5   |
| 8    | Grasshopper Zürich  | 6   | 10 | 2 | 0 | 8 | 7  | 25 | -18  |
| 9    | FC Lausanne-Sport P | 2   | 10 | 0 | 2 | 8 | 8  | 30 | -22  |

### Coupe d'Europe

#### Barrages
| Match-aller                             | Celtic Glasgow | 0 – 0   | FC Sion | Celtic Park                                       |                                                   |
| jeudi 18 août 2011 20:05 (heure locale) |                | (0 – 0) |         | Spectateurs : 50 000 Arbitrage : Marijo Strahonja | Spectateurs : 50 000 Arbitrage : Marijo Strahonja |
| jeudi 18 août 2011 20:05 (heure locale) | rapport        |         |         | Spectateurs : 50 000 Arbitrage : Marijo Strahonja | Spectateurs : 50 000 Arbitrage : Marijo Strahonja |

| Match-retour                            | FC Sion | 4–1   | Celtic Glasgow | Stade de Tourbillon                                      |                                                          |
| jeudi 25 août 2011 20:30 (heure locale) |         | (2–0) |                | Spectateurs : 8 000 Arbitrage : David Fernández Borbalán | Spectateurs : 8 000 Arbitrage : David Fernández Borbalán |
| jeudi 25 août 2011 20:30 (heure locale) | rapport |       |                | Spectateurs : 8 000 Arbitrage : David Fernández Borbalán | Spectateurs : 8 000 Arbitrage : David Fernández Borbalán |

#### Phase de groupes
| Rang | Équipe             | Pts | J | G | N | P | Bp | Bc | Diff |  | Résultats (▼ dom., ► ext.) |     |     |     |     |
| ---- | ------------------ | --- | - | - | - | - | -- | -- | ---- |  | -------------------------- | --- | --- | --- | --- |
| 1    | Atlético de Madrid | 0   | 0 | 0 | 0 | 0 | 0  | 0  | 0    |  | Atlético de Madrid         |     | 4-2 | 5-1 | 2-1 |
| 2    | Udinese            | 0   | 0 | 0 | 0 | 0 | 0  | 0  | 0    |  | Udinese                    | 2-4 |     | 2-2 | 3-4 |
| 3    | Stade rennais      | 0   | 0 | 0 | 0 | 0 | 0  | 0  | 0    |  | Stade rennais              | 1-5 | 2-3 |     | 2-3 |
| 4    | FC Sion            | 0   | 0 | 0 | 0 | 0 | 0  | 0  | 0    |  | FC Sion                    | 2-2 | 4-3 | 3-2 |     |